# Samuel Fahlberg

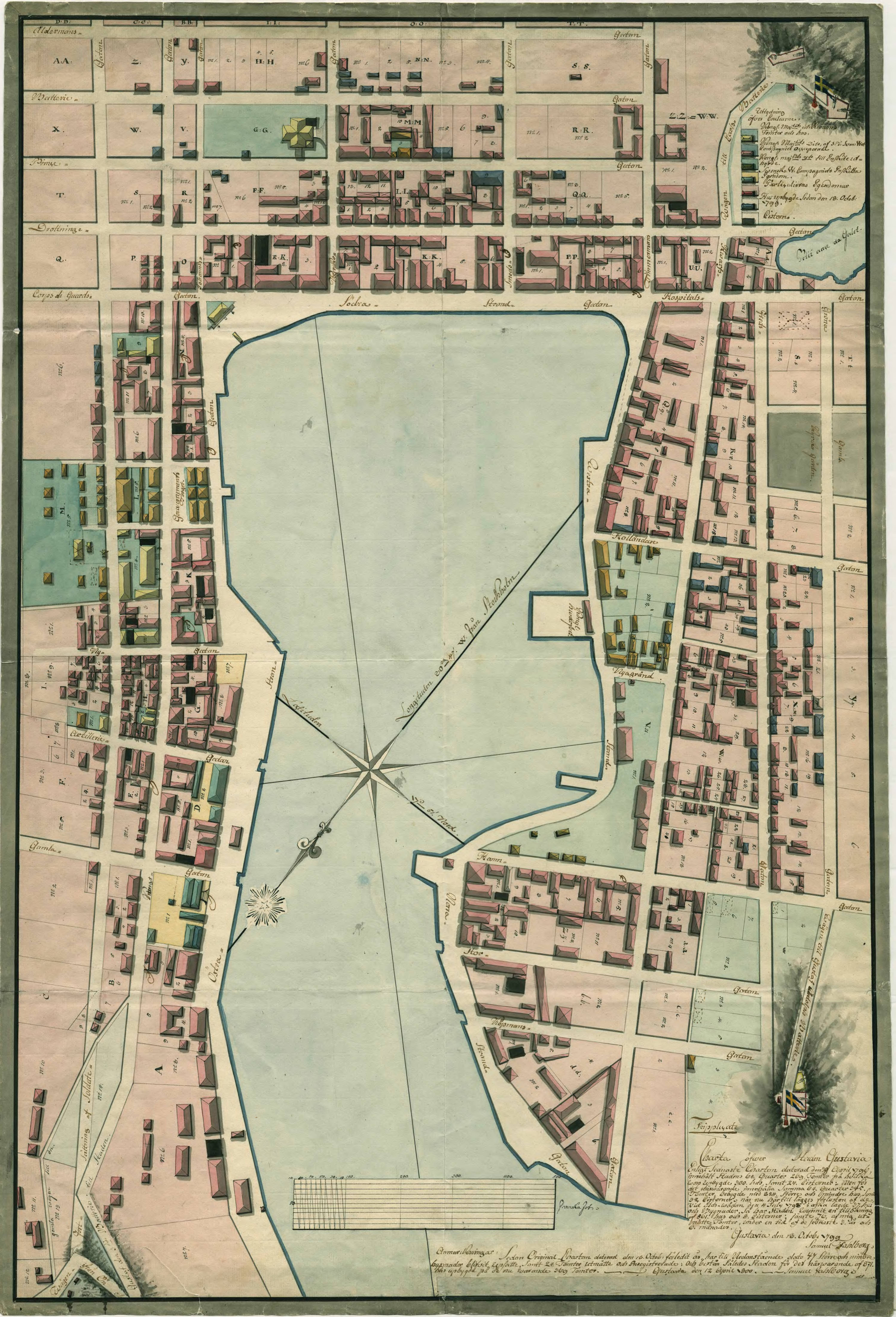
Samuel Fahlbergs karta över Gustavia, 1799

Samuel Fahlberg, född 9 september 1758 i 
Hälsingland, död 28 november 1834 på Sint Eustatius i Nederländska Antillerna, var en svensk läkare och tjänsteman (guvernementssekreterare på S:t Barthélemy). 
Samuel Fahlberg omhändertogs som föräldralöst barn av badarmästaren, sedermera stadskirurgen Jakob Tjäder i Stockholm, som lät honom utbilda sig i kirurgi. Fahlberg åtföljde 1783 som skeppskirurg ett handelsfartyg till Nordamerika, tjänstgjorde efter återkomsten några månader som underkirurg vid Serafimerlasarettet i Stockholm och sändes 1784 som t. f. läkare till den då nyförvärvade svenska besittningen S:t Barthélemy. Där visade sig han besitta mångsidiga och oväntade talanger. Oväntat upprättade han genast efter framkomsten 1785 en stadsplan för staden Gustavia, utnämndes 1786 till guvernementsmedikus, upprättade en specialkarta och jordebok över ön och utsågs 1799 till lantmäteridirektör. Vid öns överlämnande åt svenskarna 1785 ställdes han vid guvernörens sida som guvernementssekreterare. Han författade även och offentliggjorde (bl. a. i Vetenskapsakademiens handlingar) flera vetenskapliga uppsatser om öns flora och hälsoförhållanden samt hemsände där gjorda naturhistoriska samlingar till akademien och enskilda forskare. Den 9 februari 1791 kallades Fahlberg till medlem av Vetenskapsakademien och förklarades i augusti 1796 av medicinska fakulteten i Uppsala för medicine doktor. 
Fahlberg verkar ha varit en orolig och intriglysten natur och invecklades 1810 i de oroligheter, som då utbröt bland öns vita befolkning, och tvingades fly till den närbelägna nederländska ön Sint Eustatius. Därifrån torde han ha inlåtit sig i stämplingar med engelske guvernören över Leewardöarna, den från sin medling mellan Sverige och Danmark 1788 bekante Hugh Elliot, i syfte att S:t Barthélemy skulle förklara sig för den avsatte konung Gustav IV Adolfs sak och därigenom under brittiskt skydd trygga sin neutralitet i det även i Västindien pågående kriget mellan Frankrike och England. Genom brev sökte Fahlberg för denna plan vinna öns guvernör, Hans Henrik Anckarheim, och garnisonens befälhavare, överstelöjtnant Bagge, men Anckarheim framlade inför guvernementskonseljen (mars 1811) det brev han fått och anklagade där Fahlberg för förräderi mot Sveriges krona. Rättegången drog långt ut på tiden. Från sin fristad (än på Sint Eustatius, än på Antigua) bestred Fahlberg domstolens behörighet samt förnekade i hemsända besvär författarskapet till breven och all delaktighet i högförrädiska planer. Målet avdömdes på S:t Barthélemy först i september 1813, då Fahlberg för att "hafva umgåtts med det uppsåt att tillvägabringa öns förrådande från dess rättmätiga öfverhet och till f. d. konung Gustaf Adolf" dömdes förlustig liv, ära och gods. Domen stadfästes 19 januari 1814, varvid i nådeväg bestämdes, att Fahlbergs egendom fick tillfalla hans barn; själv förklarades han fridlös i hela Sverige. Han lär ha tillbragt sina återstående dagar på Sint Eustatius och där avlidit 28 november 1834 utan vetskap om att han var inbegripen i ett amnestiplakat utfärdat 20 oktober samma år. Även i Nederländska Antillerna ritade han kartor och mätte upp landskap. 

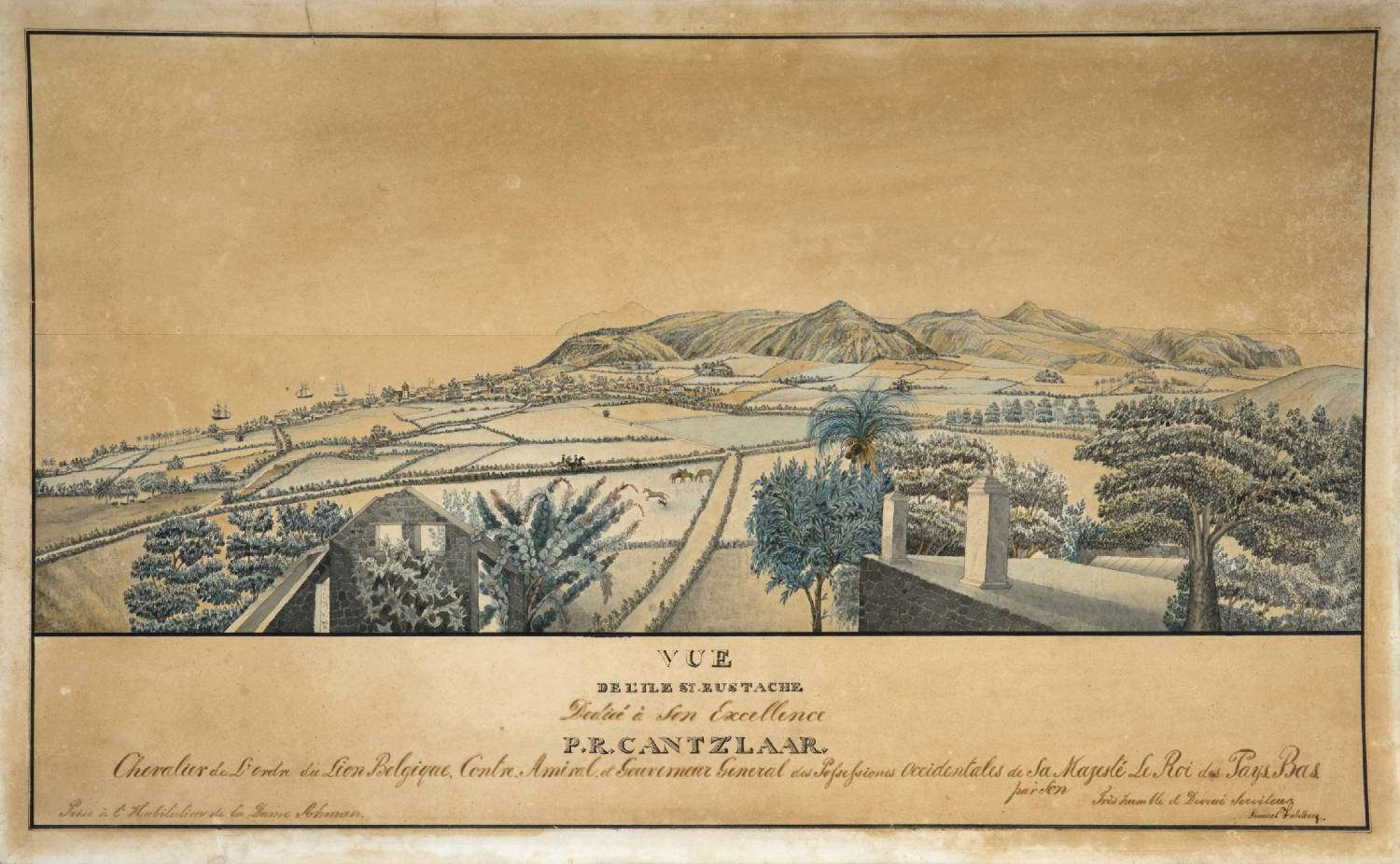
'Vue de l'ile de St.Eustache' Sint Eustatius, akvarell av Samuel Fahlberg.

Fahlberg har fått en gata i Gustavia uppkallad efter sig, rue Samuel Fahlberg.